# La Vache, le Chat et l'Océan
La Vache, le Chat et l'Océan est une série télévisée d'animation 2D française en 52 épisodes de douze minutes, créée par Hugues Mahoas. Elle a été diffusée à partir de 2006 sur France 5 dans l'émission Midi les Zouzous, puis rediffusée sur Playhouse Disney.

## Synopsis
Condamnée à finir sa vie à l'abattoir, une vache s'enfuit avec son ami chat, sur ses conseils, de la ferme où elle vit. Tous deux rêvent de rallier « l'Île aux animaux », un lieu légendaire où les bêtes vivent en toute liberté. 
Leur périple est jalonné de rencontres pittoresques et instructives ; Ils découvrent à chaque épisode une nouvelle île, qu'ils espèrent être leur utopie, et de nouveaux animaux, ainsi que, plus rarement, quelques humains, ou même des dinosaures. Les épisodes comportent souvent un léger contenu éducatif, qui peut porter sur les animaux rencontrés comme sur le dessalage de l'eau ou la notion de mirage. Après chaque passage sur une île, la Vache et le Chat ont une brève discussion inspirée par les évènements, alors qu'ils nagent vers l'horizon.
Lors du dernier épisode (L'Île merveilleuse), les voyageurs retrouvent sur une île aux climats variés nombre d'animaux rencontrés sur leur chemin, partis en quête de l'île aux Animaux après qu'ils leur en ont parlé. Appréciant l'environnement de cette île tant que la compagnie de leurs amis, la Vache et le Chat décident alors, pour un temps au moins, de mettre un terme à leur voyage. Lors de leur dernier dialogue, cette fois assis sur une plage, le Chat demande à la Vache si elle pense que la "véritable" île aux Animaux existe réellement ; ce à quoi elle répond qu'ils viennent de la créer.

## Fiche technique
- Titre : La Vache, le Chat et l'Océan
- Création : Hugues Mahoas
- Réalisation : Prakash Topsy
- Direction d'écriture : Alain Serluppus
- Direction artistique : Marjorie Vial
- Musique : Lionel Payet Pigeon, Robert Benhzrihen
- Société de production : Futurikon
- Pays :  France
- Langue : français
- Nombre d'épisodes : 52 (1 saison)
- Durée : 12 min.
- Date de première diffusion : 30 décembre 2006 (France 5)

## Distribution
- Laura Préjean : la vache
- Donald Reignoux : le chat
- Valérie Nosrée : la chouette, la cigogne, la libellule, voix additionnelles
- Bruno Magne : Olaf, le narval, voix additionnelles

## Épisodes
1. L'Île aux animaux
2. L'Île des gorges sèches
3. L'Île aux petites bêtes
4. Baignade interdite
5. L'Île aux blablas
6. La Grande Ourse
7. Le Phare aux abeilles
8. Même à l'envers, je t'aime
9. La Vache à la plancha
10. Soleil de minuit
11. La tortue perd le nord
12. Pêche à la cloche
13. Plate-forme
14. 100 % pure laine
15. La Cigogne et l'Œuf
16. Bonnet d'âne
17. Tenue de camouflage
18. La Chose
19. L'Inventeur de trésor
20. Des hauts et des bas
21. Erreur fatale
22. Requin mauvais
23. Larmes de crocodiles
24. Lapin du soir
25. Farces et Attrapes
26. Voisin, Voisine
27. Chat maudit
28. L'Île qui n'existait pas
29. L'Éléphant des mers
30. L'Enfant du vent
31. L'Ami grizzli
32. Coquillages et Crustacés
33. Tête à l'envers
34. Formez vos bataillons
35. L'Arche aux insectes
36. Marins d'eau douce
37. Le Grand Voilier
38. Titre inconnu
39. Un ilot pour trois
40. Hôtel du nord
41. Courant d'air
42. Le Maître du château
43. Les Nounous de la jungle
44. Sables pas mouvants
45. Retour en famille
46. Espèce protégée
47. Cœur dans les étoiles
48. Profond sommeil
49. Un pélican adroit
50. Bouteille à la mer
51. Par ici la sortie
52. L'île merveilleuse